# Litva na Letních olympijských hrách 2012
Litva se účastnila Letní olympiády 2012. Zastupovalo ji 62 sportovců (39 mužů a 23 žen) v 14 sportech.

## Medailisté
| Medaile | Jméno               | Sport           | Soutěž                     |
| ------- | ------------------- | --------------- | -------------------------- |
| Zlato   | Rūta Meilutytė      | Plavání         | ženy 100 m prsa            |
| Zlato   | Laura Asadauskaitė  | Moderní pětiboj | ženy                       |
| Stříbro | Jevgenij Šuklin     | Kanoistika      | muži C1 200 metrů          |
| Bronz   | Aleksandr Kazakevič | Zápas           | Muži řecko-římský do 74 kg |
| Bronz   | Evaldas Petrauskas  | Box             | muži lehká váha do 60 kg   |